# Enrique Hermitte
Enrique Martín Hermitte (Buenos Aires, Argentina, 24 de abril de 1871 - 28 de enero de 1955) fue un ingeniero argentino, descubridor del petróleo en su país.

## Homenajes
En la ciudad de Buenos Aires, más precisamente en el barrio de Chacarita, se encuentra el Colegio Industrial "Enrique Hermitte", que lleva su nombre en su honor. A su vez, existieron dos estaciones del Ferrocarril de Comodoro Rivadavia que unía a esta ciudad con la de Colonia Sarmiento, una denominada Cerro Hermitte ubicada dentro del ejido urbano de Comodoro Rivadavia, y otra llamada Enrique Hermitte que se encontraba entre las estaciones Valle Hermoso y Colhue Huapi. Por último en Comodoro se emplaza el cerro Hermitte, que hace honor a este ilustre personaje.